# Le sette aquile
Le sette aquile (Lilac Time) è un film del 1928 diretto da George Fitzmaurice e, non accreditato, Frank Lloyd.

## Produzione
Il film fu prodotto dalla First National Pictures.

## Distribuzione
Distribuito dalla First National Pictures, il film venne presentato in prima a New York il 3 agosto e uscì nelle sale cinematografiche statunitensi il 18 ottobre 1928 con il titolo originale Lilac Time che riprendeva quello della commedia da cui era tratto il soggetto. Il film venne distribuito in tutto il mondo: in Portogallo il 20 febbraio 1929 con il titolo Céu de Glória, in Francia in due parti, Ciel de gloire e Les Ailes blessées.
Brani del film vengono citati nella mini-serie tv Hollywood del 1980 di Kevin Brownlow e David Gill e in The Kid Who Couldn't Miss, documentario canadese del 1983 di Paul Cowan.

### Versione Video
Il film, in una versione di 110 minuti, è stato pubblicato e distribuito in NTSC dalla Nostalgia Family Video nel 2010. La copia è stata masterizzata da una pellicola 16 mm.